# Флаг Становлянского района
Флаг Становля́нского муниципального района Липецкой области Российской Федерации.

## Описание
«Флаг Становлянского района представляет собой прямоугольное полотнище с соотношением ширины к длине 2:3, разделённое по горизонтали на три неравные полосы: зелёную в 7/9 ширины полотнища, воспроизводящую фигуры из гербовой композиции: два жёлтых болгарских (пирамидальных) дуба; жёлтую и красную в 1/9 ширины полотнища каждая».

## Обоснование символики
Флаг Становлянского района един и гармоничен, в основу композиции положены исторические, краеведческие, культурные и экономические особенности района.
Становлянский район образован в 1928 году и первоначально входил в состав Елецкого округа Центрально-Чернозёмной области, в 1934 году — в состав Воронежской области, затем, в 1937 году был передан во вновь образованную Орловскую область, а в 1954 году — в Липецкую область.
Центр района — село Становое (до 1984 года — село Плоское) известен с 1620 года. Название своё центр района получил по оврагу Становому, от слова «стан» — лагерь, кочевье (стоять, стать, остановиться, застава).
Все фигуры флага имеют многозначную символику:
— два пирамидальных дуба, привезённые молодыми саженцами из Болгарии в период русско-турецкой войны в 70-е годы XIX века и по сей день украшают бывшую усадьбу русского просветителя М. В. Перваго в Пальне-Михайловке.
Дуб означает силу, защиту, долговечность, мужество.
Кроме этого, пирамидальные дубы символизируют природную жемчужину России — Лесостепную опытно-селекционную станцию (Мещерский дендрарий), созданную в 1924 году Н. К. Веховым с коллекцией экзотической дендрофлоры, которая включает 1798 видов Европы, Азии, Северной Америки.
Становлянская земля — малая родина приумноживших славу России и известных всему миру писателей И. А. Бунина, М. М. Пришвина, поэта М. Ю. Лермонтова — об этом аллегорически говорит красная полоса флага.
Красная полоса также аллегорически говорит о мужестве и отваге десятков тысяч становлянцев, сражавшихся в рядах Красной Армии с немецко-фашистскими захватчиками в годы Великой Отечественной войны (1941—45 гг.). В районе живут Герои Советского Союза: И. М. Алексеев, М. И. Евтеев, Г. А. Малыгин, В. В. Марков, М. П. Окороков, М. Ф. Родионов, Н. А. Теренков, Н. С. Тиньков, Н. М. Целковский.
Красный цвет — символ жизнеутверждающей силы, мужества, праздника, жизни, красоты.
Зелёная и жёлтая полосы флага аллегорически показывают, что Становлянский район в основе своей является сельскохозяйственным.
Жёлтый цвет (золото) — это цвет солнца, богатства, зерна, плодородия, эликсира жизни, символизирует величие, уважение, великолепие.
Зелёная полоса флага дополняет символику и аллегорически показывает природу района, её красоту.
Зелёный цвет — символ весны, радости, надежды, а также символ здоровья.